# Saar Klein
Saar Klein (* 1967 in Israel) ist ein US-amerikanischer Filmeditor.

## Leben
Saar Klein wurde in Israel geboren und zog im Alter von 10 Jahren mit seiner Familie nach New York. Er machte 1989 seinen Bachelor in Psychologie am Vassar College. Anschließend schnitt er Industriefilme in New York. Da Kleins Mutter mit der Mutter des Editors Joe Hutshing befreundet war, erhielt Saar Klein 1991 die Möglichkeit, Hutshing beim Schnitt von JFK – Tatort Dallas, einem Politthriller von Oliver Stone, zu assistieren. Anschließend zog Klein komplett nach Los Angeles, wo er sich seiner Filmkarriere widmete und bereits 1995 mit dem Fernsehfilm P.C.H. seinen ersten eigenverantwortlichen Filmschnitt nachweisen konnte.
Als er 1998 an dem von Terrence Malick produzierten Endurance, einem Sportlerfilm um den äthiopischen Langstreckenläufer Haile Gebrselassie, am Filmschnitt arbeitete, drehte Malick gerade Der schmale Grat in Australien. Er schrieb einen Brief mit seinen Ideen zu dem Schnitt des Filmes an Malick und wurde daraufhin von dessen Ehefrau eingeladen, Malick persönlich kennenzulernen. Weil Malick von Kleins Ideen begeistert war, stellte er ihn für den Schnitt von Der schmale Grat ein. Mit diesem Filmschnitt wurde Klein 1999 zum ersten Mal für einen Oscar in der Kategorie Bester Schnitt nominiert. Bereits 2001 erhielt er erneut eine Nominierung für den Schnitt von Almost Famous – Fast berühmt.

## Filmografie (Auswahl)
als Filmeditor
- 1995: P.C.H. (Fernsehfilm)
- 1996: Die Rache des Kartells (For Which He Stands)
- 1998: Der schmale Grat (The Thin Red Line)
- 1999: Der Einzelkämpfer von Atlanta (Endurance)
- 2000: Almost Famous – Fast berühmt (Almost Famous)
- 2002: Die Bourne Identität (The Bourne Identity)
- 2004: Undertow – Im Sog der Rache (Undertow)
- 2005: The New World
- 2008: Jumper
- 2009: Fighting
- 2014: After the Fall
- 2019: The Wolf’s Call – Entscheidung in der Tiefe (Le chant du loup)
- 2021: Locked Down
- 2024: The Instigators

als Schnittassistent
- 1991: JFK – Tatort Dallas (JFK)

## Auszeichnungen (Auswahl)
Oscar
- 1999: Nominierung für den Besten Schnitt von Der schmale Grat
- 2001: Nominierung für den Besten Schnitt von Almost Famous – Fast berühmt